# Kanumarathon-Weltmeisterschaften 1990
Die 2. Kanumarathon-Weltmeisterschaften fanden am 28. und 29. Juli 1990 im dänischen Kopenhagen statt. Der austragende Verband war die ICF.
Es wurden vier Wettbewerbe für Männer und zwei Wettbewerbe für Frauen ausgetragen. 

## Medaillengewinner

### Herren

#### Canadier
| Disziplin | Gold                                         | Zeit      | Silber                                | Zeit      | Bronze                                           | Zeit      |
| --------- | -------------------------------------------- | --------- | ------------------------------------- | --------- | ------------------------------------------------ | --------- |
| C1        | Dänemark Stig Jepsen                         | 3:13:56 h | Ungarn Pál Pétervári                  | 3:16:42 h | Tschechoslowakei Jiri Vrdlovec                   | 3:17:29 h |
| C2        | Dänemark Arne Nielsson Christian Frederiksen | 2:52:16 h | Ungarn Zsolt Bohács Gabor Gyursanszky | 3:02:44 h | Sowjetunion Victor Dobrotvorsky Andrey Balabanof | 3:02:53 h |

#### Kajak
| Disziplin | Gold                            | Zeit      | Silber                                          | Zeit      | Bronze                        | Zeit      |
| --------- | ------------------------------- | --------- | ----------------------------------------------- | --------- | ----------------------------- | --------- |
| K1        | Ungarn Kalman Petrovics         | 2:53:58 h | Schweden Stefan Gustafsson                      | 2:53:59 h | Dänemark Claus Rohr           | 2:54:08 h |
| K2        | Dänemark Thor Nielsen Lars Koch | 2:46:28 h | Vereinigtes Königreich Ivan Lawler Graham Burns | 2:46:29 h | DDR Jens Stegemann Olaf Scheu | 2:46:30 h |

### Damen

#### Kajak
| Disziplin | Gold                                | Zeit      | Silber                                            | Zeit      | Bronze                        | Zeit      |
| --------- | ----------------------------------- | --------- | ------------------------------------------------- | --------- | ----------------------------- | --------- |
| K1        | Norwegen Ingeborg Rasmussen         | 3:13:45 h | Ungarn Katalin Lakatos                            | 3:13:47 h | DDR Manuela Köblitz           | 3:13:56 h |
| K2        | Ungarn Agnes Erdodi Andrea Baranyai | 3:00:14 h | Tschechoslowakei Barbara Vernerova Alena Hroudova | 3:02:29 h | Ungarn Agnes Tas Tunde Demeny | 3:03:24 h |

## Medaillenspiegel
| Rang   | Nation                 | Gold | Silber | Bronze | Gesamt |
| ------ | ---------------------- | ---- | ------ | ------ | ------ |
| 1      | Dänemark               | 3    | 0      | 1      | 4      |
| 2      | Ungarn                 | 2    | 3      | 1      | 6      |
| 3      | Norwegen               | 1    | 0      | 0      | 1      |
| 4      | Tschechoslowakei       | 0    | 1      | 1      | 2      |
| 5      | Schweden               | 0    | 1      | 0      | 1      |
| 5      | Vereinigtes Königreich | 0    | 1      | 0      | 1      |
| 7      | DDR                    | 0    | 0      | 2      | 2      |
| 8      | Sowjetunion            | 0    | 0      | 1      | 1      |
| Gesamt | Gesamt                 | 6    | 6      | 6      | 18     |